# ۱ بره
۱ بره یا ۱ حمل (۱ آریتیس) (به انگلیسی: Arietis 1) یک ستاره دوگانه است که در صورت فلکی حَمَل قرار دارد. این ستاره دوگانه مجموعاً دارای قدر ظاهری ۵٫۸۶ است که موجب می‌گردد به شکل ضعیفی با چشم غیرمسلح دیده شود. بر پایه تغییر منظر سالانهٔ ۵٫۵۷ میلی ثانیه قوسی، فاصله این دو ستاره تا زمین تقریباً ۵۹۰ سال نوری (۱۸۰ پارسک) محاسبه می‌گردد. در سال ۲۰۱۶ ستاره ثانویه دارای جدایی زاویه ای ۲٫۹۰ ثانیه قوسی و زاویه موقعیت ۱۶۵ درجه ای نسبت به ستاره اصلی بود. این دو ستاره به مرکزیت خورشید با سرعت شعاعی ۷+ کیلومتر بر ثانیه در حال دور شدن از زمین هستند.
ستاره درخشان تر (Arietis A 1)، یک ستاره غول با قدر ۶٫۴۰ و رده‌بندی ستارگان K1 III است. ستاره همدم نیز با نام جزء بی (B)، یک ستاره از نوع اِی (A) در رشته اصلی با قدر ۷٫۲۰ و رده‌بندی ستارگان A6 V می‌باشد.